# Vossieuscelus verticalis
Vossieuscelus verticalis es una especie de coleóptero de la familia Attelabidae.

## Distribución geográfica
Habita en Costa Rica.